# Cochliobolus heterostrophus
Cochliobolus heterostrophus är en svampart som först beskrevs av Drechsler, och fick sitt nu gällande namn av Drechsler 1934. Cochliobolus heterostrophus ingår i släktet Cochliobolus och familjen Pleosporaceae.   Inga underarter finns listade i Catalogue of Life.